# 1666
Năm 1666 (Số La Mã:MDCLXVI) là một năm thường bắt đầu vào thứ Sáu (liên kết sẽ hiển thị đầy đủ lịch) trong lịch Gregory (hoặc một năm thường bắt đầu vào thứ hai của lịch Julius chậm hơn 10 ngày).

## Sự kiện
- 2 tháng 9 - Đại hỏa hoạn Luân Đôn
- 12 tháng 12 - Nhà cải cách phụng vụ Giáo hội Chính thống giáo Nga Thượng phụ Nikon bị phán quyết và tước hết mọi phẩm trật.